# ミズハタネズミ

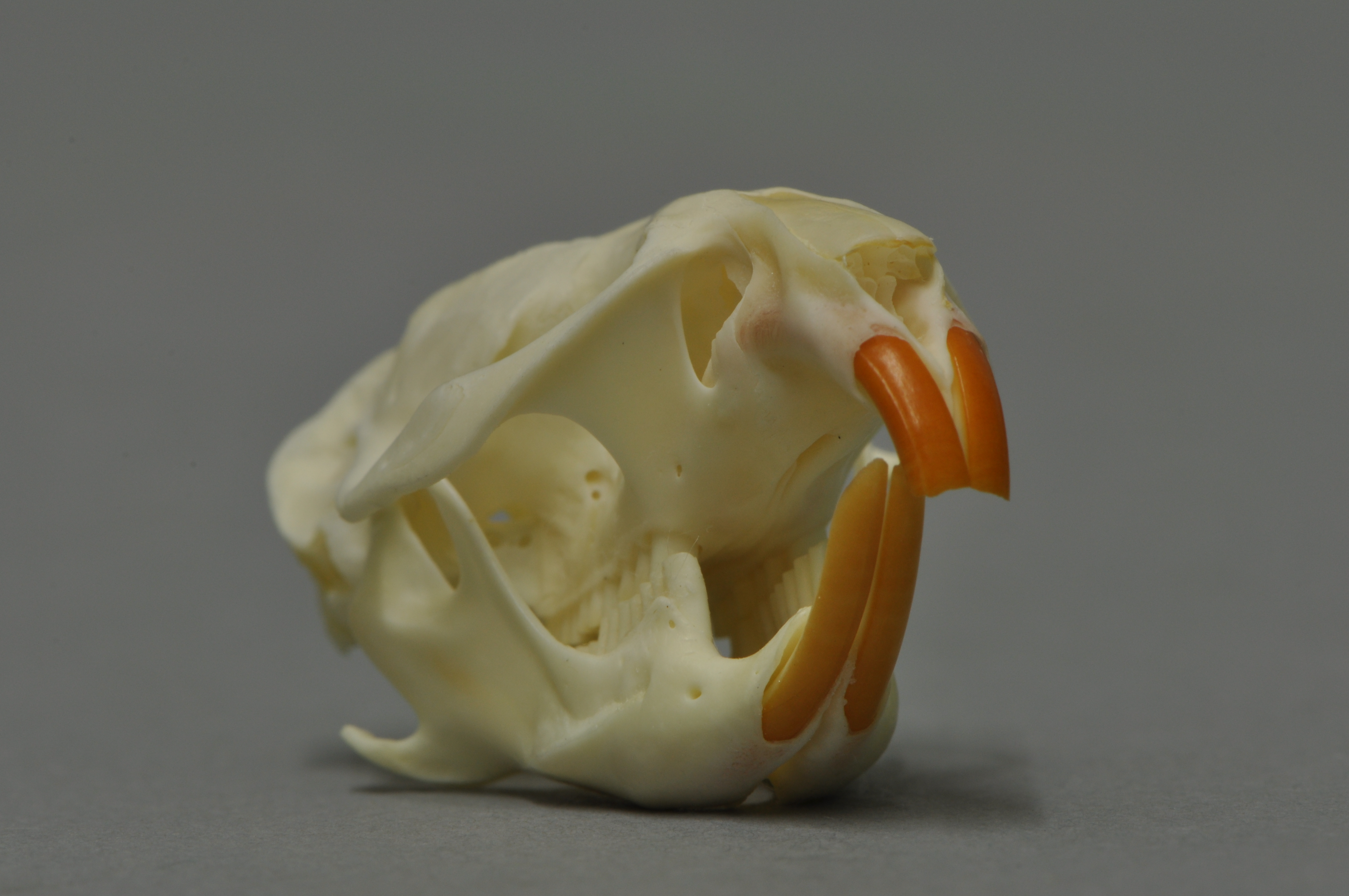
頭蓋骨

ミズハタネズミ（水畑鼠）、学名 Arvicola amphibius は、齧歯目キヌゲネズミ科ミズハタネズミ属に分類されるネズミの一種。標準和名ユーラシアミズハタネズミ。ミズハタネズミ属のタイプ種。
一般に知られているネズミより丸い顔で、丸い鼻と短い耳をもち、毛深いため、尾や耳は隠れている。野生種の寿命は平均5か月であり、冬を2度超すことはほとんどないが、個体によっては洞穴の中で5年間生息した記録があると言われる。ヨーロッパ圏では Northern water vole としても知られる。

## 分布
南西ヨーロッパを除くヨーロッパの大部分（すなわち北ヨーロッパ、イギリスを含む西ヨーロッパ、東ヨーロッパ、中央ヨーロッパ、南ヨーロッパ、南東ヨーロッパ）、および南西アジア北部、中央アジア北西部、北アジア西部などに生息する。

## 形態
体長120-235mmで、長い尾をもつ。成体の体重は160-350g程度であり、初めて冬を越すものは140-170g程度まで成長している。

## 生態
主に水中で単独で生息し、分泌物により縄張りを主張し、縄張りを犯された場合は相手に攻撃を加える。イギリスでは、穏やかな川、溝、池に生息する。川土手からほら穴を作り、その中を掘り進みながら、球状の巣を作る。ヨーロッパ及びロシアでは、森、農地、庭園の中にも生息する。彼らは冬の間の雪の下でも生息する。通常は水の近くで主に草及び植物を食べる。さらに果物、球根、小枝、芽、および根も食べる。ヨーロッパでは、十分な食糧があるとき、ミズハタネズミの大繁殖が起こることがある。この大繁殖が生じると、あらゆる農地を破壊してしまうほど地下を掘り進む。

### 繁殖
繁殖期は3月から晩秋にかけて持続する。妊娠期は約21日間持続する。通常8匹までが誕生し、その体重は約6g程度である。生後3日目に目を開ける。離乳期頃には成体の半分の大きさに及ぶ。

## 種の保護
ミズハタネズミは近年急速に個体数が減っており、絶滅の危機にさらされている。イギリスでは1960年代には800万いると見積もられていたが、1990年に230万、そして1998年には354,000に減少したとされる。これは90-95%が失われていることを示している。2004 年の調査ではさらに22万と急激に減少している。この減少は天敵であるアメリカミンクによる捕食、生息地であるヨシ原などの湿地帯の開発が原因であるといわれている。現在、バーミンガムやロンドン近郊の台地において保護地区が設定されており、野生種の保護プロジェクトが進んでいる。その成果として、最近まで生息が認められていなかった自然保護区であるリンドウ・コモン（Lindow Common）に戻りつつある。またアメリカミンクの天敵であるユーラシアカワウソが生息している地域でも個体数が増加している。

## 種名と分類
ミズハタネズミに対応する二名法による学名は2005年にマッサーとカールトンにより Arvicola amphibius を正式名称とするとされた。従来の書籍では A. terrestris とされていた。マッサーとカールトンは A. amphibius (Linnaeus, 1758) が正式名称であるとし、A. amphibius と A. terrestris は記述上においては全く同じであるとした。もともとリンネが二種類のミズハタネズミを同じページに記載したことによるためであり、これは同じ種と判断され、A. amphibiusに先取権があるとされた。ただし、2007年8月現在ではITISにおいては更新前であるためか、A. terrestris が用いられている。
北米において Water vole と呼ばれている種は、アメリカミズハタネズミ（Microtus richardsoni）であり、日本の在来種ハタネズミ（Microtus montebelli）同様ハタネズミ属に分類されるものである。